# Christopher Park

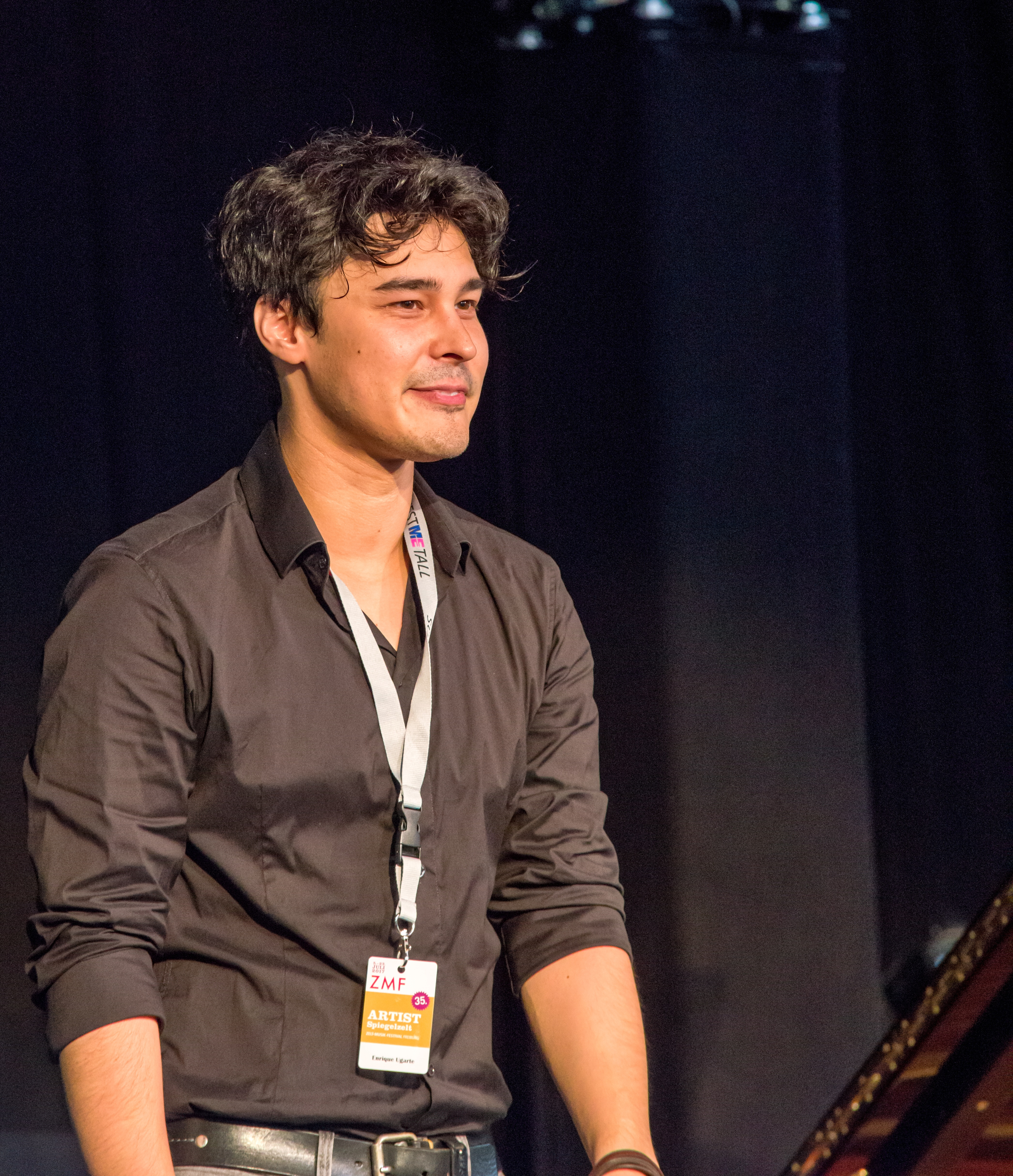
Christopher Park (2017)

Christopher Park (* 30. Juli 1987 in Bamberg) ist ein deutscher Pianist und Professor.

## Leben und Wirken
Christopher Park hat als gebürtiger Bamberger deutsch-südkoreanische Wurzeln. Er wuchs in Glashütten-Schloßborn auf und absolvierte sein Abitur im Jahr 2007 an der Albert-Einstein-Schule in Schwalbach am Taunus. Im Alter von sieben Jahren erhielt er seinen ersten Klavierunterricht. Bereits mit zwölf Jahren begann er sein Studium als Jungstudent bei Thomas Duis an der Hochschule für Musik Saar, das er 2004 bei Lev Natochenny und Joachim Volkmann an der Musikhochschule Frankfurt fortsetzte. Zudem nahm er an verschiedenen Meisterkursen teil. Er war Stipendiat der Arte Musica Stiftung.
Als Solist trat er in Europa, den USA, Asien, Afrika und Neuseeland auf, zum Beispiel beim Rheingau Musik Festival, beim Schleswig-Holstein Musikfestival, beim Lucerne Festival, beim Klavier-Festival Ruhr, beim Ravinia Festival, bei den Festspielen Mecklenburg-Vorpommern und den Weilburger Schlosskonzerten Dabei spielte er unter der Leitung von Dirigenten wie Christoph Eschenbach, Sebastian Weigle, Paavo Järvi, Jukka-Pekka Saraste, Roman Kofman und Dmitri Kitajenko mit Orchestern wie den Wiener Symphonikern, den Bamberger Symphonikern, den Münchner Symphonikern, dem DSO Berlin, dem Frankfurter Opern- und Museumsorchester, mehreren Radio-Sinfonieorchestern sowie dem Orchestre de Chambre de Lausanne, dem English Chamber Orchestra, dem Spanischen Nationalorchester, dem Seoul Philharmonic Orchestra, der Zagreber Philharmonie, dem Shanghai Symphony Orchestra und der Philharmonie der Nationen. Mit einigen dieser Orchester erfolgten CD- und Rundfunkaufnahmen.
Außerdem wirkt Park als Kammermusiker und Liedbegleiter, wobei er zum Beispiel mit dem aus Mitgliedern der Wiener Philharmoniker bestehenden Küchl-Quartett, dem Armida Quartett, dem Pavel Haas Quartett, mit Avi Avital, Richard O’Neill, Sumi Jo und Leticia Moreno zusammenarbeitete.
Neben seinem klassischen Repertoire widmet er sich auch dem Jazz und interpretiert beispielsweise Werke von George Gershwin, Nikolai Kapustin und Keith Jarrett.

## Lehrtätigkeit
Park wirkt seit 2021 als Professor an der Norwegischen Musikhochschule in Oslo und unterrichtete zuvor am Dr. Hoch’s Konservatorium und an der Hochschule für Musik und darstellende Kunst Frankfurt.

## Preise und Auszeichnungen (Auswahl)
- 2008: 1. Förderpreis der Hauck & Aufhäuser Kulturstiftung[2]
- 2011: Nominierung für den Deutschen Pianistenpreis[8]
- 2012: Lotto-Förderpreis des Rheingau Musik Festivals[9]
- 2014: Leonard Bernstein Award[10]
- 2016/2017: Rising Star der European Concert Hall Organisation[11]

## Rezeption
Das Magazin Klassik.com bezeichnete Park 2007 als „famosen Lisztinterpreten“, seine Interpretation als ein „unglaublich sauberes und virtuoses Spiel, mit stark betonter rhythmischer Komponente, mit dem er zudem die geistige Dimension der Komposition wissend umsetzen konnte“. 2008 beschrieb das Magazin Parks Spiel als „enorm farbenreich, mit leichtem Anschlag und dennoch ausdrucksstark“.

## Diskografie
- Russian Transcription. Werke von Igor Strawinsky, Sergej Rachmaninow, Sergej Prokofjew und Nikolai Kapustin (Deutsche Grammophon, Korea; 2010)
- Nore. Mit Richard Yongjae O’Neill, Violine (Deutsche Grammophon, Korea; 2010)
- Ich liebe Dich. Mit Sumi Jo, Sopran (Deutsche Grammophon, Korea; 2010)
- Preghiera. Christopher Park, Klavier; Richard O’Neill, Violine; Württembergische Kammerorchester Heilbronn; Dirigent: Ruben Gazarian (Deutsche Grammophon, Korea; 2011)
- Liszt Confession (Deutsche Grammophon, Korea; 2012)
- Liszt, Schubert, Brahms. Christopher Park, Christoph Eschenbach, NDR-Sinfonieorchester (Capriccio; 2014)
- Schumann, Stravinsky, Neuwirth (Oehms Classics; 2016)
- Beethoven: The Cello Sonatas (Solé Recordings, Spanien; 2016)[14]
- Christopher Park: Schumann. Works for Piano Solo (Oehms; 2018)
- Schwarenka: Works for Violin & Piano (Atoll Records; 2024)[15]